# Дай дарогу!
Дай дарогу! — білоруський панк-рок-гурт із Берестя. 

## Склад
Актуальний склад
- Юрій Стильський — вокал, гітара, тексти, музыка
- Олександр Закржевський — бас-гітара, бек-вокал
- Ілля Терещук — ударні, бек-вокал
- Андрій Білий — соло-гітарист
- Вадим Подскачук — соло-гітара
- Володимир Кивачук-Йодов — продюсер, режисер, кліпмейкер

Колишні учасники
- Ігор Гусєв — ударні (2012—2015)
- Кирило Скам'їн — бас-гітара, бэк-вокал (1998—2013)
- Василь Копилов — вокал, тексти, музика (1998—2002)
- Олег Федоткін — ударні (1998, 2004—2012)
- Олександр Холодков — ударні (1999—2004)
- Анатолій Тодорський — ударні (1999)

## Дискографія
Студійні
- 1999 — «Зарубило!»
- 2002 — «На морозе!»
- 2004 — «20 см»
- 2008 — «Д.С.П.Г.»
- 2012 — «Сквозь говно»
- 2015 — «Дай дарогу!»
- 2020 — «Под вой собак»

Акустичні
- 2005 — «Акустика-1»
- 2011 — «Боли нет» («Акустика-2»)

Збірки:
- 2006 — Supersession